# Heimat und Fremde
Heimat und Fremde ist ein deutsches Filmdrama von 1913.

## Handlung
Der Bankier Brodin wird durch die Spielsucht seines Sohnes Jack ruiniert. Daraufhin wandert er nach Chicago aus. Nachdem Jack Brodins Frau ihn ebenfalls verlassen hat und er nun endgültig ruiniert ist und zudem aus Notwehr getötet hat, geht er ebenfalls in die USA zu seinem Vater, der mittlerweile mit seiner Schwiegertochter auf einer abgelegenen Farm im Wilden Westen lebt. Nachdem Jack seinen Vater um Verzeihung gebeten hat, kommt es zur Versöhnung.

## Hintergrund
Der Film war die erste Produktion der neugegründeten Projektions-AG »Union« (PAGU) Berlin. Die Bauten entwarf Professor Fritz Lütkemeyer. Er hat eine Länge von vier Akten auf 1.600 Meter. Das entspricht einer Filmlänge von etwa 88 Minuten. Die Zensur prüfte den Film am 11. Juli 1913. Die Polizei Berlin belegte ihn mit einem Jugendverbot (Nr. 13.30), die Polizei München ebenso (Nr. 9542, 9543, 9544, 9545).
Die Darsteller des Vaters (Emanuel Reicher) und des Sohnes (Ernst Reicher) waren auch im echten Leben Vater und Sohn.
Eine Pressevorführung fand im August 1913 im U.T. Friedrichstraße Ecke Taubenstraße in Berlin statt, die Uraufführung vor zahlendem Publikum dann am 5. September 1913 am selben Ort. Die bayerische Uraufführung war am 29. August 1914 am Lichtspiel-Theater in Weiden.

## Kritik
„Nunmehr ist der erste Pagu-Film aus der Taufe gehoben worden. Im U.T. Friedrichstraße Ecke Taubenstraße waren die Vertreter der Presse und zahlreiche Gäste anwesend, um der Erstaufführung des Films "Heimat und Fremde" (Verfasser und Regisseur Joe May) und dem damit verknüpften Film-Debut dreier Berliner Bühnenkünstler beizuwohnen.
Emanuel Richter, der hervorragende Charakterdarsteller, spielt die Rolle des schwergeprüften Vaters mit enormer Kraft. Er wirkt auf der Leinwand ebenso stark, wie auf der Bühne, die ganze Schärfe seiner Charakterisierungskunst kommt voll zur Geltung. Neben ihm ist sein Sohn Ernst Richter vom Neuen Theater in Frankfurt a. M., den wir als Filmschauspieler bereits kennen, Träger des reumütigen Sohnes. (...)Johanna Terwin vom Deutschen Theater verkörpert als reizende Adoptivtochter und Gattin des Sohnes eine echte Frauengestalt, die in flottem, ausdrucksvollem Spiel sehr schön zur Geltung kommt. Die Rolle eines alten Wucherers führt Friedrich Kühne vom Deutschen Theater kraftvoll plastisch durch; die humorvolle Form seiner Charakterisierung löst Lachsalven aus. Wenn auch die ganze Handlung des Stückes als ein wenig phantastisch bezeichnet werden muß, so ist sie doch außerordentlich spannend, ja einzelne Szenen sind von geradezu erschütternder Wirkung. Ganz besonders soll hervorgehoben werden, daß ”Heimat und Fremde” ein photographisches Meisterwerk darstellt; wohl selten weist ein Film bis ins kleinste Detail so scharfe plastische Bilder auf.
Auf das Berliner Publikum übt der Film eine so starke Anziehungskraft aus, daß das U.T. in der Friedrichstraße mit seinen 850 Plätzen tagtäglich ausverkauft ist und die Kasse infolge des Massenandrangs zeitweise geschlossen werden mußte.“